# 和歌山刑務所
和歌山刑務所（わかやまけいむしょ）は、法務省矯正局の近畿矯正管区に属する刑務所。全国に10か所ある女子を収容する刑務所のひとつである。
かつては下部機関として和歌山県内の丸の内拘置支所（和歌山市）、田辺拘置支所（田辺市）、新宮拘置支所（新宮市）を所管していたが、2009年4月以降、これらの各拘置支所は大阪刑務所の所管となった。
外塀はライトグリーンなどに塗装されている。刑務作業では洋裁・金網製品工場のほか、女性の持つ器用さを生かした家庭用品の製作などが実施されている。作業には美容があり、平日の月曜から木曜の昼間は一般人（女性のみ、男性・幼児不可）向けに美容院を運営している。

## 所在地
- 〒640-8507 和歌山県和歌山市加納383番地
  - 阪和自動車道 和歌山ICから約5分
  - JR阪和線 紀伊中ノ島駅から徒歩約20分
  - JR阪和線 和歌山駅東口からタクシーで約10分

## 収容分類級
- W級（女性受刑者）
- WF級（外国人女性受刑者）
- WJ級（女子の少年受刑者）

## 定員
- 500人

## 沿革
- 1869年（明治2年） 藩政改革の際、市中に「檻倉」を設置
- 1883年（明治16年）小松原通（現在の県庁所在地）に新築移転
- 1886年（明治19年）「和歌山監獄」と改称
- 1890年（明治23年）「和歌山監獄署」と改称
- 1903年（明治36年）司法省所管となり「和歌山監獄」と改称
- 1922年（大正11年）「和歌山刑務所」と改称
- 1924年（大正13年）「大阪刑務所和歌山刑務支所」と改称
- 1932年（昭和7年） 現在地に移転
- 1944年（昭和19年）女子刑務所となり、女子収容機能を三次女子収容監獄から移転。女性受刑者の収容を開始
- 1946年（昭和21年）「和歌山刑務所」と改称、女子刑務所として独立。三田庸子が初代所長となる[1]
- 1994年（平成6年） 全体改築工事着工
- 2003年（平成15年）全体改築工事竣工
- 2009年（平成21年）管下の丸の内拘置支所、田辺拘置支所、新宮拘置支所が大阪刑務所の所管となる。

## 組織
所長の下に3部1課を置く3部制の施設である。
- 総務部（庶務・会計・用度）
- 企画調整部（警備・外部交通・訟務等）
- 矯正処遇部（矯正処遇・作業・教育・調査支援）
- 医務課

## 著名な受刑者
- 山代巴 - 治安維持法により服役、病気により仮出所
- 九津見房子 - ゾルゲ事件により服役（懲役8年）、日本の敗戦による思想犯釈放命令により出所
- 徳島ラジオ商殺し事件の受刑者 - のちに無罪が確定
- 毛利郁子 - 当時現役の女優。殺人罪で服役
- 滋賀銀行9億円横領事件の受刑者
- 東住吉事件の受刑者 - のちに無罪が確定
- 松本知子（現在は松本明香里に改称） - オウム真理教幹部で麻原彰晃の妻
- 石井久子 - オウム真理教元幹部
- 福田和子 - 松山ホステス殺害事件（服役中に病死）